# GP Denain 1959
De 1ste editie van de wielerwedstrijd GP Denain werd gehouden op 31 maart 1959. De start en finish vonden plaats in Denain in het Franse Noorderdepartement. De winnaar was de Ier Seamus Elliott voor de Belg Marcel Beckaert en de Fransman Jean Stablinski.

## Uitslag
| GP Denain 1959 (150 km) |                 |                |          |
| Plaats                  | Naam            | Ploeg          | tijd     |
| Winnaar                 | Seamus Elliott  | Helyett-Fynsec | 4u02'00" |
| 2                       | Marcel Beckaert |                | + 30     |
| 3                       | Jean Stablinski | Helyett-Fynsec | + 4'02   |

1959 · 1960 · 1961 · 1962 · 1963 · 1964 · 1965 · 1966 · 1967 · 1968 · 1969 · 1970 · 1971 · 1972 · 1973 · 1974 · 1975 · 1976 · 1977 · 1978 · 1979 · 1980 · 1981 · 1982 · 1983 · 1984 · 1985 · 1986 · 1987 · 1988 · 1989 · 1990 · 1991 · 1992 · 1993 · 1994 · 1995 · 1996 · 1997 · 1998 · 1999 · 2000 · 2001 · 2002 · 2003 · 2004 · 2005 · 2006 · 2007 · 2008 · 2009 · 2010 · 2011 · 2012 · 2013 · 2014 · 2015 · 2016 · 2017 · 2018 · 2019 · 2020 · 2021 · 2022 · 2023 · 2024 · 2025